# Чемпионат Абхазии по волейболу среди женщин
Чемпионат Абхазии по волейболу среди женщин — ежегодное соревнование женских волейбольных команд Абхазии. Проводится с 2003 года. 

## Формула соревнований
Чемпионат 2019 года прошёл апреле в Сухуме. Участниками стали 4 команды, представлявших 3 города Абхазии: две — из Сухума, по одной — из Гагры и Гудауты. Команды провели однокруговой турнир, по итогам которого была определена итоговая расстановка мест. 1-е место заняла Гудаута, 2-е — Гагра, 3-е — Сухум-1.

## Чемпионы
- 2003 «Ачандара»
- 2004 «Ачандара»
- 2005 «Ачандара»
- 2006 «Гудаута»
- 2007 «Сухум»
- 2008 ШВСМ Сухум
- 2009 АГУ Сухум
- 2010 АГУ Сухум
- 2011[2] АГУ Сухум
- 2012 «Гагра»
- 2013 АГУ Сухум
- 2014 «Гагра»
- 2015 «Сухум»
- 2016 «Гудаута»
- 2017 «Гагра»
- 2018
- 2019 «Гудаута»